# 卡莱斯 (洛特省)
卡莱斯（法語：Calès，法語發音：[kalɛs]）是法国洛特省的一个市镇，属于古尔东区。

## 地理
卡莱斯（44°48'45"N, 1°32'17"E）面积34.23 平方千米，位于法国奧克西塔尼大區洛特省，该省份为法国西南部内陆省份，北起顺时针与科雷兹省、康塔爾省、阿韦龙省、塔恩-加龙省、洛特-加龍省和多尔多涅省接壤。
与卡莱斯接壤的市镇（或旧市镇、城区）包括：卡尔吕塞、库祖、拉卡沃、卢皮亚克、派拉克、潘萨克、雷亚盖、罗卡马杜尔、圣普罗热。

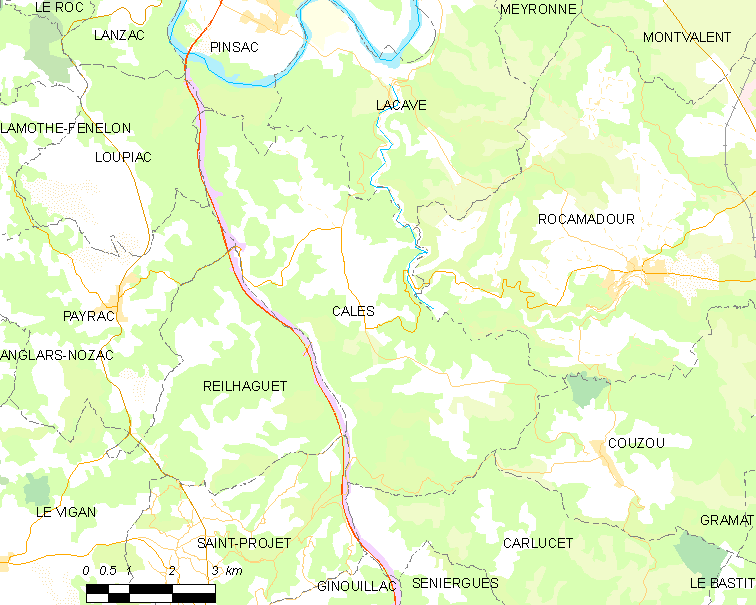
的OSM定位图

卡莱斯的时区为UTC+01:00、UTC+02:00（夏令时）。

## 行政
卡莱斯的邮政编码为46350，INSEE市镇编码为46047。

## 政治
卡莱斯所属的省级选区为苏亚克县。

## 人口

1962-2008年间人口变化图示

卡莱斯于2022年1月1日时的人口数量为165人。